# بين هوفمان (لاعب كرة قاعدة)
بين هوفمان (بالإنجليزية: Ben Huffman)‏ هو لاعب كرة قاعدة أمريكي، ولد في 18 يوليو 1914 في Rileyville, Virginia ‏ في الولايات المتحدة، وتوفي في 22 فبراير 2005 في لوراي في الولايات المتحدة.

## وصلات خارجية
- بين هوفمان على موقعبيزبول رفرنس.كوم (الدوري الرئيسي) (الإنجليزية)